# Портрет миссис Мэри Грэм
Портрет миссис Мэри Грэм (1777) — одно из лучших произведений английского художника Томаса Гейнсборо.
На портрете изображена юная мисс Мэри, которая через год выйдет замуж за Томаса Грэма, будущего лорда Лайндока. Брак был удачным, но не слишком долгим. Семнадцать лет спустя Мэри тяжело заболела и умерла. Её смерть потрясла Грэма. Он говорил, что не может больше видеть эту картину, и она была убрана в чулан, откуда её извлекли спустя пятьдесят лет.